# Yoshikawa Koji
Koji Yoshikawa (sinh ngày 4 tháng 7 năm 1973) là một cầu thủ bóng đá người Nhật Bản.

## Sự nghiệp câu lạc bộ
Koji Yoshikawa đã từng chơi cho Sanfrecce Hiroshima.